# Терсянка (Вольнянский район)
Терсянка (укр. Терсянка) — село,
Привольненский сельский совет,
Вольнянский район,
Запорожская область,
Украина.
Код КОАТУУ — 2321587004. Население по переписи 2001 года составляло 196 человек.

## Географическое положение
Село Терсянка находится у одного из истоков реки Средняя Терса,
на расстоянии в 3 км от сёл Привольное и Широкое.

## История
- 1927 год — дата основания.

## Достопримечательности
- Братская могила советских воинов.

## Известные люди
- Ерёменко, Алексей Гордеевич — младший политрук 220-го стрелкового полка 4-й стрелковой дивизии 18-й армии. Герой фотографии «Комбат».